# Communauté de communes de la moyenne vallée de l'Hers
La communauté de communes de la moyenne vallée de l'Hers est une ancienne communauté de communes française, située dans le département de l'Ariège et la région Midi-Pyrénées.
Créée en 1994, elle a disparu en 2014, en fusionnant dans la Communauté de communes du Pays de Mirepoix.

## Composition
La communauté de communes regroupait 8 communes avant sa fusion :
| Nom                      | Code Insee | Gentilé        | Superficie (km2) | Population (dernière pop. légale) | Densité (hab./km2) |
| ------------------------ | ---------- | -------------- | ---------------- | --------------------------------- | ------------------ |
| Rieucros (siège)         | 09244      | Rieucrosains   | 5,57             | 662 (2014)                        | 119                |
| Besset                   | 09052      | Bessetois      | 8,13             | 166 (2014)                        | 20                 |
| Coutens                  | 09102      | Coutenois      | 4,19             | 166 (2014)                        | 40                 |
| Lapenne                  | 09153      | Lapennois      | 21,57            | 129 (2014)                        | 6                  |
| Saint-Félix-de-Tournegat | 09259      | Saint-Félixans | 10,51            | 140 (2014)                        | 13                 |
| Teilhet                  | 09309      | Teilhétois     | 8,96             | 151 (2014)                        | 17                 |
| Vals                     | 09323      | Valséens       | 4,13             | 93 (2014)                         | 23                 |
| Viviès                   | 09341      | Viviésois      | 4,40             | 119 (2014)                        | 27                 |

## Sources
- portail des communes de l'Ariège
- le splaf
- la base aspic